# Jesus Piece
Jesus Piece è il sesto album del rapper di Los Angeles The Game. Tutte le tracce tranne Heaven's Arms contengono dei featuring. La tracklist è stata confermata il 18 novembre 2012.

## Tracce
1. Scared Now (feat. Meek Mill) – 4:59 (testo: Jayceon Taylor · Byron Forest II · Robert Williams · Maurice "Kenoe" Jordan – musica: Black Metaphor)
2. Ali Bomaye (feat. 2 Chainz e Rick Ross) – 6:12 (testo: Taylor · Forest II · Tauheed Epps · William Roberts II · Jordan · Florence Welch · Paul Epworth – musica: Black Metaphor)
3. Jesus Piece (feat. Common e Kanye West) – 3:53 (testo: Taylor · Matthew Samuels · Stephen "Koz" Kozmeniuk · Brett Ryan · Kanye West · Lonnie Lynn – musica: Kozmeniuk · the Maven Boys)
4. Pray (feat. J. Cole e JMSN) – 4:58 (testo: Taylor · Andre Lyon · Jermaine Cole · Christian Berishaj · Marcello Valenzano – musica: Cool & Dre)
5. Church (feat. King Chip e Trey Songz (presenti solo nell'edizione deluxe)) – 6:07 (testo: Taylor · K.R. Moore · Charles Worth · Stanley Benton · Tremaine Neverson – musica: K. Roosevelt)
6. All That (Lady) (feat. Lil Wayne, Big Sean, Jeremih, e Fabolous) – 3:34 (testo: Taylor · Dwayne Carter Jr. · John Jackson · Sean Anderson · Jeremih Felton · Lyon · Valenzano – musica: Cool & Dre)
7. Heaven's Arms – 4:05 (testo: Taylor · Lyon · Valenzano · Benton – musica: Cool & Dre)
8. Name Me King (feat. Pusha T) – 4:01 (testo: Taylor · Jonathan "SAP" King · Terrence Thornton · Benton · Welch · Isabella Summers – musica: SAP)
9. See No Evil (feat. Kendrick Lamar e Tank) – 4:44 (testo: Taylor · Durrell Babbs · Kendrick Duckworth · Samuels · Matthew Burnett · Liz Rodrigues – musica: Boi-1da · Burnett)
10. Can't Get Right (feat. K. Roosevelt) – 4:57 (testo: Taylor · Lyon · Valenzano · Moore – musica: Cool & Dre)
11. Hallelujah (feat. Jamie Foxx) – 4:33 (testo: Taylor · Jacob Dutton · George Jordan · Benton – musica: Jake One)
12. Freedom (feat. Elijah Blake) – 5:46 (testo: Taylor · Antwan Thompson · Benton · Dave Crawford · Charles Mann – musica: Amadeus)
13. Celebration (feat. Chris Brown, Tyga, Lil Wayne, and Wiz Khalifa) – 4:48 (testo: Taylor · Christopher Brown · Michael Stevenson · Carter Jr. · Cameron Thomaz · S. Jean · King – musica: SAP · Cool & Dre)

### Deluxe Bonus
1. I Remember (feat. Young Jeezy e Future) – 4:41 (testo: Taylor · Brian Pickens · Jay Jenkins · Nayvadius Wilburn · Lyon – musica: Yung Ladd · Cool & Dre)
2. Blood Diamonds – 4:16 (testo: Taylor · Larry Griffin Jr. · Justin Rhodes – musica: S1 · J. Rhodes · Greg Fears)
3. Dead People – 4:19 (testo: Taylor · Andre Young – musica: Dr. Dre)
4. Blood of Christ – 5:06 (testo: Taylor · Dawaun Parker – musica: Parker)
5. Holy Water – 3:22 (testo: Taylor · King · M. Lawrence – musica: SAP)